# Comité Shromani Gurdwara Parbandhak
Le Comité Shromani Gurdwara Parbandhak ou Comité Shiromani Gurdwara Parbandhak appelé plus simplement S.G.P.C. abréviation donnée par son nom en anglais, est un organisme propre au sikhisme et régi par des statuts issu de l'Acte sur les Gurdwaras de 1925. Ce comité est élu par les sikhs et est responsable de la gestion et de l'administration des temples sikhs au Pendjab, en Haryana, et en Himachal Pradesh et sur l'union de territoires de Chandigarh. Tout sikh de plus de 18 ans peut s'inscrire sur les listes électorales adéquates pour élire les 175 membres qui le composent; les élections ont lieu tous les cinq ans. Le Comité publie aussi des livres, l'enseignement du sikhisme étant un de ses objectifs définis; cependant une de ses activités principales est le financement d'établissements scolaires et d'hôpitaux . Le SGPC gère aussi des fermes sur les terrains des temples et aide les populations lors des calamités naturelles. 